# カナクシス5
| 専門評論家によるレビュー | 専門評論家によるレビュー |
| レビュー・スコア         | レビュー・スコア         |
| 出典                     | 評価                     |
| ------------------------ | ------------------------ |

『カナクシス5』は、ドイツのクラウトロック・グループ、CANのベーシスト、ホルガー・シューカイがロルフ・ダンマーズの協力の基に制作した初のソロ・アルバム。

## 概要
1968年、カンの結成後数ヶ月の時期に、ホルガーはロルフと共にテクニカル・スペース・コンポーザーズ・クリュー名義でこの作品を作り上げた。
テープ・コラージュを全面的に駆使し、録音物として初めて自覚的にサンプリングの手法を取り入れた画期的な作品と言われている。ルネサンス期の合唱曲の録音から作られたミニマルなループと、短波ラジオから拾ったベトナムの伝承歌を融合させた"Boat-Woman-Song"、エレクトロニクスと日本の琴、チベット仏教の念仏をサンプリングしてコラージュした"Canaxis"の2つの大曲が収録されている。

## トラックリスト
作曲はホルガー·シューカイによる
Side 1
1."Boat-Woman-Song" 17:39
Side 2
1."Canaxis" 20:15

## パーソネル
テクニカル·スペース·コンポーザーズ·クリュー
・ホルガー·シューカイ:テープ·コラージュ;プロダクション;エンジニアリング
・ロルフ·ダンマーズ:プロダクション

## リリース履歴
| 領域     | 日付   | ラベル                   | フォーマット | カタログ    |
| -------- | ------ | ------------------------ | ------------ | ----------- |
| ドイツ   | 1969年 | ミュージックファクトリー | LP           | SRS 002     |
| ドイツ   | 1982年 | スプーン                 | LP           | スプーン015 |
| アメリカ | 1995年 | スプーン                 | CD           | スプーン015 |
| ドイツ   | 2006年 | RevisitedRec。           | CD           | REV 063     |